# Нужец-Стацья (гмина)
Нужец-Стацья (пол. Nurzec-Stacja) — сельская гмина (волость) в Польше, входит как административная единица в Семятыченский повет, Подляское воеводство. Административный центр гмины — деревня Нужец-Стацья. Население — 4571 человек (на 2004 год).

## Демография
| Перепись                       | Всего   | Всего | Женщины | Женщины | Мужчины | Мужчины |
| ------------------------------ | ------- | ----- | ------- | ------- | ------- | ------- |
| Единицы                        | человек | %     | человек | %       | человек | %       |
| Население                      | 4571    | 100   | 2278    | 49,8    | 2293    | 50,2    |
| Плотность населения (чел./км²) | 21,3    | 21,3  | 10,6    | 10,6    | 10,7    | 10,7    |

## Поселения
1. Анусин-Бушимщызна
2. Аугустынка
3. Борысовщызна
4. Хане-Хурсы
5. Домброва-Лесьна
6. Двур
7. Гаювка
8. Грабарка
9. Грабарка-Кляштор
10. Клюковиче
11. Клюковиче-Колёня
12. Литвиновиче
13. Мощона-Паньска
14. Нурчик
15. Нурчик-Колёня
16. Нужец
17. Нужец-Киселево
18. Нужец-Колёня
19. Нужец-Стацья
20. Пищатка
21. Семихоче
22. Сокуле
23. Столбце
24. Сыче
25. Шумилувка
26. Тартак
27. Телятыче
28. Тымянка
29. Вакуловиче
30. Верполь
31. Вулька-Нужецка
32. Вычулки
33. Заблоце
34. Залесе
35. Жерчице

## Соседние гмины
1. Гмина Черемха
2. Гмина Мельник
3. Гмина Милейчице
4. Гмина Семятыче
5. Бялорусь